# SAGEM
SAGEM (акроним от фр. Société d'Applications Générales d'Électricité et de Mecanique S.A.) — крупная французская акционерная компания. Место нахождения фирмы — Франция.
Компания была основана в 1924 году.
В 1985 году путём объединения трёх фирм, Sagém стала второй по величине телекоммуникационной компанией Франции после Alcatel.
Компания состояла из 3 независимых подразделений:
- Communications (Телекоммуникации) — производство промышленных систем коммуникации, сотовых телефонов, ресиверов и др.
- Defénce (Оборона) — военная электроника и системы коммуникаций.
- Automotive — автомобильная электроника и кабели.

SAGEM производил: промышленные системы связи, мобильные телефоны, бытовую радиоэлектронную аппаратуру, а также военную электронику и биометрические системы безопасности.
В 2005 году объединилась с компанией Snecma, образовав холдинг SAFRAN.
В июле 2008 года в рамках достигнутых договоренностей компания Sagém Communications была продана французской инвестиционной фирме Sofinnova. Предприятия фирмы прекратили выпуск телефонов под маркой Sagem и стали производить мобильные телефоны для сторонних компаний.
В 2011 году Sagem приобретена китайским холдингом Transsion Holdings, а в 2013 году на её базе была создана дочерняя компания Infinix Mobile